# Alexandre-Louis-Auguste de Rohan-Chabot
Alexandre-Louis-Auguste de Rohan-Chabot (1761-1816) comte de Chabot, puis prince de Léon, 7e duc de Rohan (1807), comte de Porhoët, est colonel du régiment royal du comté d'Artois, lieutenant général des Armées du Roi, premier gentilhomme de la Chambre du Roi Louis XVIII et pair de France héréditaire.

## Biographie
Né le 3 décembre 1761 à Paris, il est le fils de Louis-Antoine de Rohan-Chabot. sixième duc de Rohan, et de sa première épouse, Elisabeth Louise de La Rochefoucauld.
Il s'engage dans une carrière militaire en entrant comme cadet-gentilhomme au régiment de Jarnac-dragons, à l'âge de quinze ans. En 1777, il est promu lieutenant, en 1779 capitaine. En 1785, il est colonel en second du régiment d'Artois-infanterie, en 1788 colonel du régiment Royal-Piémont-cavalerie.
En 1790, il suit le comte d'Artois en émigration et le sert comme aide de camp, avant de servir dans l'Armée de Condé. À la fin de 1794, il se trouve à Jersey avec les émigrés français. Il regagne clandestinement la France en 1800. Arrêté par la police du Consulat, il est relâché sur intervention de Fouché. Contrairement à ses fils, il reste à l'écart sous le premier Empire.
À la mort de son père en 1807, il devient le septième duc de Rohan. Son fils aîné prend alors le titre de prince de Léon.
En novembre 1814, il parvient à racheter les châteaux de Josselin et de Pontivy, que son père avait du vendre en 1802.
À la première Restauration, en juin 1814, il est fait Pair de France et promu lieutenant-général par Louis XVIII.
En mars 1815, il est fait premier gentilhomme de la Chambre du roi Louis XVIII, qu'il suit à Gand pendant les Cent-Jours.
Rentré avec le roi à Paris, il est fait pair de France héréditaire par une ordonnance du 19 août 1815. Il meurt à Paris six mois plus tard, le 8 février 1816 après une courte maladie et à l'âge de 55 ans. À sa mort, le domaine de La Roche-Guyon est partagé entre ses six enfants. Le château, le parc et une partie des terres reviennent alors à son fils aîné, le futur cardinal Louis-François de Rohan-Chabot, qui lui succède comme huitième duc de Rohan.

## Mariage et descendance

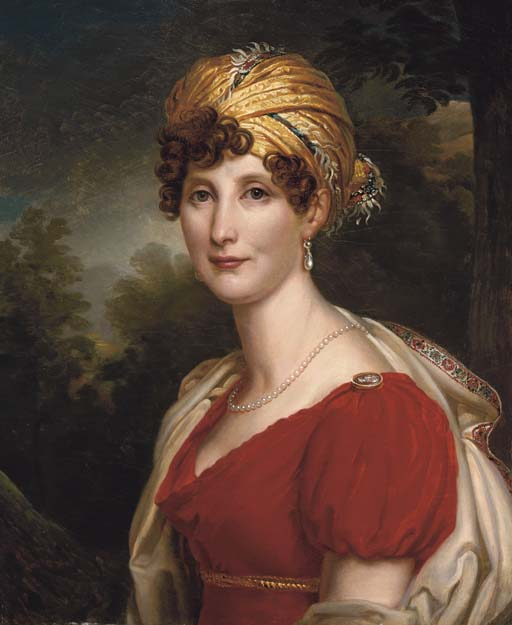
Portrait d'Anne Louise Madeleine Élisabeth de Montmorency, duchesse de Rohan, par François Gérard et son atelier

Il épouse à Paris le 20 juin 1785 Anne Louise Élisabeth de Montmorency (8 juillet 1771 - Paris, 20 novembre 1828), fille d'Anne Léon II de Montmorency-Fosseux, duc de Montmorency, et de Charlotte Anne Françoise de Montmorency-Luxembourg, sa seconde épouse. Sept enfants sont issus de ce mariage :
- Louis-François de Rohan-Chabot, cardinal et 8e duc de Rohan ;

- Fernand de Rohan-Chabot, 9e duc de Rohan après son frère ;
- Louise-Anne-Léopoldine-Cécilia-Léontine de Rohan-Chabot (Bruxelles 13 mars 1791 - Londres 28 avril 1795) ;
- Adélaïde-Henriette-Antoinette-Stéphanie de Rohan-Chabot (Bruxelles 24 novembre 1793 - Paris, 24 février 1869) épouse le 24 novembre 1812 le comte Aimé de Gontaut-Biron ;
- Marie-Charlotte-Léontine de Rohan-Chabot (Londres 1796 - Paris, 15 mars 1841) épouse le 19 mai 1817 Antoine de Lambertye, marquis de Gerbeviller ;
- Anne-Louise-Emma-Zoë-Clémentine de Rohan-Chabot (Münster 21 janvier 1800 - château de Suzanne 28 janvier 1853) épouse en 1822 le comte Joseph d'Estourmel, maître des requêtes au conseil d'État, préfet sous la Restauration ;
- Louis Charles Philippe Henri de Rohan-Chabot (château de La Roche-Guyon, 26 mars 1806 - Poitiers, 7 janvier 1872) futur comte de Chabot, épouse le 10 novembre 1831 Marie-Caroline de Biencourt.

## Distinctions
- Chevalier de l'ordre royal et militaire de Saint-Louis

## Armes
| Blason | Blasonnement : Écartelé de gueules à neuf macles d'or (qui est de Rohan), et d'or à trois chabots de gueules (qui est Chabot). |

### Source
- « Alexandre-Louis-Auguste de Rohan-Chabot », dans Adolphe Robert et Gaston Cougny, Dictionnaire des parlementaires français, Edgar Bourloton, 1889-1891 [détail de l’édition]

### Généalogie
- Généalogie Chabot de Rohan